# James W. Fernández
James W. Fernández McClintock (Chicago, 1930) Antropólogo estadounidense de origen astur, cuyo trabajo principal se orienta al campo retórico de la antropología, centrándose especialmente en el papel que tienen las metáforas y los tropos en la cultura. Ha escrito abundante literatura y desarrollado varias teorías, viéndose en su obra una influencia del posmodernismo la cual se manifiesta en la forma en la que se aproxima a sus estudios antropológicos. Realizó una importante actividad de trabajo de campo en España y en África occidental, en la que destaca su convivencia con el pueblo Fang y su investigación sobre el culto Bwiti, recogiendo luego toda su investigación en el título Bwiti. An ethnography of the religious imagination in Africa. Además de sus labores investigadoras, ejerció actividad docente en varias universidades estadounidenses, siendo posteriormente nombrado profesor emérito de antropología y ciencias sociales en la Universidad de Chicago, doctor Honoris Causa por la UNED en 2015 por su carrera en España, y obtuvo en 2003 una beca Guggenheim para una investigación en ciencias sociales.

## Infancia y educación
Nació el 27 de noviembre de 1930 en Chicago, Illinois, Estados Unidos. Su madre era protestante y de fuertes creencias mientras que su padre era de origen católico y ascendencia irlandesa. Por parte de su familia paterna insistían en que el pequeño Fernández acudiese con ellos a celebrar habitualmente el culto católico, esto fue lo que incitó su interés por la antropología y por las prácticas religiosas, campo que luego explorará a lo largo de su trayectoria. Se crio en Galva, Illinois, mudándose en 1939, con 9 años de edad, a Oak Park, también en Illinois. Se graduó en 1948 de la escuela secundaria y luego cursó estudios superiores en Amherst College, recibiendo su licenciatura en 1952. Allí se inscribió además en el centro universitario de estudios africanos que contaba con un reputado programa bajo la dirección del antropólogo Melville Herskovits, quien luego también tutelaría su doctorado. Tras ello continuó su educación en la Universidad Northwestern, ingresando asimismo entre 1954 y 1955 en la Universidad de Madrid y en el Museo Etnológico de Barcelona, obteniendo posteriormente su doctorado por la Universidad Northwestern en 1962. Durante estos años, mientras desarrollaba su actividad como estudiante, inició unas investigaciones en Asturias, territorio situado al norte de España.

## Trabajo de campo

### Los Fang: trabajo de campo con los Bwiti
Durante toda su carrera como antropólogo, Fernández realizó un notable trabajo de campo. Hacia la década de los 60 viajó hasta África junto a su mujer Renate Lellep, también antropóloga, para estudiar ciertas comunidades étnicas que habitaban diferentes territorios dentro del continente. Entre 1958 y 1960 convivió con los Fang, un grupo que habitaba la zona de África ecuatorial, la Guinea española y Gabón, y llevó a cabo una investigación en relación con el culto Bwiti, lo que conformó un hito en su carrera y su reconocimiento más destacado. Los Bwiti son un movimiento religioso que comenzó después de la Primera Guerra Mundial en respuesta a la presión que supuso el colonialismo francés y los misioneros. Bwiti es la expresión del colapso social mientras el léxico cultural sigue intacto; el grupo es una mezcla de influencias históricas, folklóricas y cristianas. El aspecto ritual Bwiti se muestra en una ceremonia larga y elaborada que representa el viaje entre la vida y la muerte, la cual va acompañada de pequeñas dosis de plantas psicodélicas. Fernández buscó comprender las prácticas Fang y Bwiti centrándose en las metáforas y en cómo se representan afirmando:
“[…] en forma codificada […] el orden moral Bwiti reside en: las imágenes y acciones de los mitos y leyendas Bwiti, en los rituales nocturnos que van acompañados de un ciclo de canciones, en la arquitectura de la casa de culto, en las “evangelías” de los líderes del culto a medianoche. La moral de la orden es más actuada que explicada, más ritualista que didáctica… es más que nada un orden cinestésico que es gradualmente expuesto a los miembros en el proceso de su culto.”
Publica sus hallazgos en múltiples artículos incluyendo: “Principles of Opposition and Vitality in Fang Aesthetics”, “Christian Acculturation and Fang Witchcraft”, “Fang Architectonics”, “Symbolic Consensus in a Fang Reformative Cult”, “Fang Reliquary Art: Its Quantities and Qualities”, and “Bwiti: An Ethnography of the Religious Imagination in Africa”.

### Trabajo de campo adicional
En adición a su trabajo de campo en España y con los Fang, condujo varias investigaciones sobre otras etnias africanas. En 1958-1959 estudió la cultura del cambio en el Río Muni y en Gabón. y durante el año siguiente, en 1960, condujo una investigación etnohistórica en Alemania y Francia En 1965 convivió con los Zulú que habitaban en el sur del continente, y en 1966 con los Ewe y Fanti que se encontraban en África oeste, Benín, Togo, Ghana, la costa de Guinea y Costa de Marfil.

### España
A partir de mediados de la década de los 60, Fernández y su esposa, junto a sus tres hijos, decidieron trasladarse hasta Asturias donde realizaron un profundo estudio etnográfico, una observación sobre el cambio cultural mediante la convivencia dentro de las comunidades autóctonas. Llevó a cabo una investigación en la que sus principales informantes eran mineros y pastores de ganado que vivían en la zona. Registró diferentes aspectos de la cultura como el folclore, los juegos infantiles, las interacciones y los eventos etnográficos específicos, por ejemplo las dinámicas entre hombres y mujeres en el autobús.
El matrimonio se refiere a sí mismo como una pareja de asturianistas pues ambos investigaron diversos aspectos de la vida rural. Renate Lellep enfocó su actividad hacia el campo de la salud, concretamente el estudio del bocio y los problemas que ocasionaba dentro de las poblaciones, recogiendo toda su labor en su obra A simple matter of salt (1990). Por otro lado, Fernández abordó los aspectos tropológicos, lo referente a la metáfora y a la figuración del pensamiento que confluyen en un grupo de publicaciones como En el dominio del tropo: imaginación figurativa y vida social en España (UNED, 2006).
Fernández ya había visitado España previamente a su actividad en Asturias hacia la década de los 70. En 1955, cuando formaba parte del Departamento de Estudios africanos de la Universidad de Northwestern, se otorgó al departamento una humilde subvención para llevar a cabo una investigación de los contactos históricos europeos que había en África occidental. En su caso le compitió el estudio de los contactos que tenía España en la Guinea española y en la costa ecuatoriana. En ese momento, aunque estaba presente el Régimen franquista, España buscaba mejorar las relaciones con Estados Unidos, por lo que, pese a que Fernández no era afín al Régimen, pudo desarrollar su actividad investigadora gracias también al apoyo del Ministerio de Asuntos Exteriores que le facilitó su estancia en la Residencia de Relaciones Culturales.
Una década después, en 1965, el matrimonio tomó la decisión de viajar hasta Asturias para continuar su carrera antropológica. Quisieron dejar atrás el continente africano pues uno de sus hijos, a los dos años de edad, cayó muy enfermo durante su estancia en Togo, mientras realizaban trabajo de campo con los Ewe. En ese momento estaban en una zona alejada de núcleos urbanos por lo que no tenían acceso rápido a atención sanitaria ni los recursos necesarios; por suerte pudieron salvarle llevándolo a un centro de emergencias. Por temor a volver a correr ese riesgo decidieron trasladarse a un lugar que les diese más seguridad si iban sus hijos junto a ellos;  por ello escogieron Asturias donde, además, Fernández tenía familiares por parte de su abuelo paterno que era natural de Asturias, pero había migrado hasta América y contraído matrimonio con una mujer de procedencia irlandesa.
En esa década, de 1965 a 1975, habitaron diferentes poblaciones asturianas, primero Alto Aller, en el pueblo de Felechosa, donde abordaron los aspectos de la vida agrícola, ganadera y minera; allí buscaban investigar la dinámica relacional entre la actividad agraria y pastoril y la minera. Posteriormente, en 1972, dejaron Felechosa para desplazarse hasta Cangas de Onís para continuar allí su línea investigadora, analizando asimismo los procesos del ámbito campesino y continuando con sus estudios tropológicos. Fernández y su esposa Renate Lellep se aproximaron al estudio de la producción quesera del lugar, la cual estaba vinculada a una fabricación tradicional y familiar en la zona occidental de los Picos de Europa.
En los años 70 una serie de profesionales desarrollaron los inicios de la antropología en Asturias, entre ellos James W. Fernández quien trabajó profusamente en dicho ámbito, definiendo la realidad asturiana como un conjunto de factores diversos. Toma la cita de Stephan Jay Gould: “la diversidad es la realidad de la vida y las esencias son ilusiones” para ilustrar su propia definición. Considera que, aunque se pueden destacar elementos comunes, no puede dar una definición simple y única pues la realidad asturiana es un compuesto de diversas realidades. Toda su actividad la divulga en varias obras como El carácter asturiano y otros enigmas e improntas de las identidades hispánicas (2009), incluyendo también ciertas publicaciones sobre la lengua asturiana a cuyo estudio también incursionó y abordó dos artículos, «Huecos léxicos» en las Xornaes d’Estudiu de la Academia de la Llingua Asturiana de 1988 o «Sobre moradas vitales» en Campos léxicos y vida cultural n’Asturies en 1996.

## Teoría y uso de los tropos
Fernández es más conocido por sus escritos y teorías en relación con los tropos. Construyó su trabajo alrededor del significado tradicional de tropo incluyendo “las asertaciones metafóricas que los hombres hacen sobre si mismos o sobre otros”. De esta forma tropos puede ser visto como una conexión entre metáforas y acciones. En palabras de Jerry D. Moore en su libro Visions of culture:
“Fernandez se refiere frecuentemente al ‘movimiento’ en este proceso, transiciones desde un estatus vago o mal definido a uno que es concreto y específico. Ese movimiento de lo mal definido a lo específico caracteriza las metáforas semánticas (“mi amor es una rosa roja, roja”) y también metáforas sociales (“los hombres son cerdos sucios”). El momento de lo ago a lo concreto también caracteriza la acción simbólica durante el ritual”.
Es este foco en el cambio, y el uso e interacción de los tropos, lo que guían la investigación de Fernández en el campo etnográfico. Enfocarse en los tropos requiere un gran esfuerzo, el investigador debe realizar mucha observación participativa y formular un léxico cultural que sea único y particular de esa sociedad. Fernández toma algunas ideas del campo de la lingüística y las utiliza para formular sus propias ideas que contemplan la cultura como un complejo y continuo juego de tropos. Sus teorías sobre los tropos influenciaron todos sus escritos, lo cual está expresado de forma más concisa en dos publicaciones: Persuasions and performances; the play of tropes in culturey Beyond Metaphor: the theory of tropes in Anthropology.

## Influencia postmoderna
Mucha de las teorías y publicaciones de Fernández pueden ser clasificadas como producto de la influencia del posmodernismo. Se puede ver de forma más clara el acercamiento del posmodernismo a la antropología en la etnografía. Evita ver las culturas como ejemplos de teorías de largo alcance (como el funcionalismo, el materialismo cultural, o el estructuralismo) y centra su atención en una “etnografía de la experiencia” que es de naturaleza emic (concepto sociológico) y requiere nuevos métodos Fernández utilizó el término “percepciones inmaculadas” para señalar las que las percepciones nunca son verdaderos reflejos de la realidad, no pueden ser separados del contexto del espectador. El posmodernismo en antropología busca hacer varias cosas; afirma que nunca hay una verdad sino varias, los modelos de sociedad en antropología está influenciados pero la cultura de aquello quines la crearon, los antropólogos deben encontrar la manera de identificar y ordenar simolos y conceptos según el marco y comprendiendo la sociedad en cuestión. Esto se popone al modelo tradcional de contemplar los símbolos y las acciones y observar como encajan en todas las teorías sociales occidentales que lo abarcan.

## Enseñanza
Fernández ha enseñado en varias universidades estadounidenses. Inicio su carrera docente en Smith College como profesor asistente. En 1964 empezó a dar clase en Dartmouth College y desde 1971 a 1975 fue presidente del departamento de antropología. Después se trasladó a la Universidad de Princeton donde también se convirtió en director del departamento en 1978. Luego ejerció en la Universidad de Chicago hasta su jubilación en 2000. Fue profesor de Antropología y Ciencias Sociales y actualmente ostenta el título de profesor emérito También impartió en el extranjero dando ponencias en España y Alemania sobre “movimientos nativos religiosos contemporáneos en África”, y desde 1962 a 1966 realizó conferencias ocasionalmente en el Cuerpo de la Paz

## Publicaciones
Ha escrito varios libros y muchos artículos académicos, atribuyéndosele más de 170 obras publicadas. Persuasions and Performances, Beyond metaphor, Bwiti: an Ethnography of the religious imagination, On symbols in Anthropology, Fang Architectonics, Divinations confessions testimonies, y The conditions of Reciprocal Understanding. En su CV figura una lista completa de sus trabajos publicados.